# IOS (Nintendo)
IOS  es el sistema operativo de la consola Wii de Nintendo. Cada IOS sirve para diferentes grupos de juegos y se instalan por necesidad de juegos.
Los IOS de Wii sirven para el menú de Wii. Si el IOS es, por ejemplo, 32, la versión del menú de Wii es más vieja. Pero el IOS 58 de Wii tiene una versión más nueva del menú de Wii.

## Custom IOS
Los "Custom IOS" (normalmente llamados CIOS) son IOS caseros creados por Coders y no son autorizados por Nintendo; aunque aun así, son reconocidos como IOS.
- Datos: Q11682781